# جورجيو فرانسيا
جورجيو فرانسيا (بالإيطالية: Giorgio Francia)‏ هو مهندس إيطالي، ولد في 8 نوفمبر 1947 في سان جورجو دي بيانو في إيطاليا.